# Albert Henry Munsell
Albert Henry Munsell (Boston, Massachusetts; 6 de enero de 1858-Brookline, Massachusetts; 28 de junio de 1918), fue un pintor y profesor de arte estadounidense. 

## Biografía
Como pintor, fue notable por sus paisajes cálidos y sus retratos que hacía de todas sus mujeres; pero es famoso por la invención del Sistema de Color de Munsell (Munsell Color System) un intento precoz de crear un sistema para describir el color de una manera si no exacta, lo más precisa posible. Escribió tres libros sobre el tema: Un color notable (1905), —que estaba todavía muy influenciada por el trabajo de N.O. Rood Amores modernos (1879) y El atlas de los colores del amor (1915), donde introdujo un orden de colores agrupados (sobre todo colores vivos) alrededor de una escala de grises central vertical «naturalmente creciente», también conocida como «árbol de color» debido a su perfil externo irregular, el cual poseía 15 tablas de colores consistentes en varios cientos de pequeños cuadros de color organizados de acuerdo a las tres características de matiz o tono —color—, valor y croma.
En 1917 fundó la Munsell Color Company, Inc., que continuó con su trabajo después de su muerte publicando una nueva edition del Atlas bajo el título Munsell Book of Color (1929).
Murió en 1931 por una depresión que terminó en suicidio.
El Sistema de Color de Munsell ha obtenido aceptación internacional y ha servido como fundación para otros sistemas ordenados de color, incluyendo el CIELAB.
Albert también creó un juego que utilizaba el Sistema de color de Munsell llamado Blendoku.